# Fuite de cerveaux
Série
Hot School 2
(2011)
Pour plus de détails, voir Fiche technique et Distribution.
Fuite de cerveaux (Fuga de cerebros) est un film espagnol réalisé par Fernando González Molina et sorti en 2009. Il est produit par Antena 3 Films en collaboration avec Cangrejo Films. Le film a été tourné entre Madrid et Gijón.

## Synopsis
Emilio, très timide, est amoureux de Natalia, considérée comme la plus belle fille du lycée. Quand il apprend qu'elle part poursuivre ses études à Oxford, ses amis, mauvais élèves, décident de falsifier leurs notes afin de pouvoir également l'accompagner. Cinq étudiants sous-doués vont ainsi intégrer une des plus fameuses universités du monde.

## Fiche technique
- Titre français : Fuite de cerveaux
- Titre français alternatif : Hot School
- Titre original : Fuga de cerebros
- Réalisation : Fernando González Molina
- Scénario : Curro Velázquez et Álex Pina
- Musique : Manel Santisteban
- Photographie : Sergio Delgado
- Montage : Irene Blecua
- Distribution des rôles : Andrés Cuenca, Luis San Narciso et Tonucha Vidal
- Création des décors : Juan Pedro De Gaspar
- Direction artistique : Juan Pedro De Gaspar
- Décorateur de plateau : Papick Lozano
- Création des costumes : Bubi Escobar
- Coordinateur des cascades : Ignacio Carreño
- Pays de production :  Espagne
- Genre : Comédie
- Durée : 104 minutes
- Date de sortie : 
  - Espagne : 24 avril 2009

## Distribution
- Amaia Salamanca (VF : Marielle Lemarchand) : Natalia
- Mario Casas (VF : Michel Barrio) : Emilio Carbajosa Benito
- Alberto Amarilla (VF : Julien Sainte-Marthe) : José Manuel « Souli » Sánchez Expósito
- Gorka Lasaosa (VF : Éric Bonicatto) : Rafael « Roulotte » Garrido Calvo
- Pablo Penedo (VF : Romain Adiba) : Felipe « Cornetto » Roldán Salas
- Canco Rodríguez (VF : Michaël Cermeno) : Raimundo « Crapeau » Vargas Montoya
- Blanca Suárez : La voix d'ange
- Sarah Mühlhause (VF : Daniela Wick) : Claudia
- Simon Cohen (VF : Terence McLean) : Edward Chamberlain
- Antonio Resines : le père de Natalia
- Álex Angulo (VF : Loïc Houdré) : Cecilio
- David Fernández Ortiz (VF : Philippe Mijon) : Loren
- Loles León (VF : Sylvie Santelli) : Rita Calvo
- Jose Luis Gil (VF : Alain Miret) : Manuel
- Mariano Peña (VF : Christian Renault) : Julián Roldán
- Fernando Guillén : le grand père de Natalia

## Box-office
- Le film débute au numéro 1 en Espagne après avoir remporté 1,22 million d'euros et attiré près de 200 000 spectateurs.
- C'est le plus gros succès cinématographique de l'année 2009 en Espagne (Septembre 6 mai 2009), avec près de 7 millions d'euros de revenus et 1,2 million de téléspectateurs.
- Il a été suivi en 2011 par une suite, Hot School 2, qui se passe à Harvard, et avec une bonne partie de la distribution du premier film de retour sur leurs personnages respectifs. Certains manqueront cependant à l'appel, comme Mario Casas, qui interprétait le personnage principal dans le premier film (Emilio), ainsi que Amaia Salamanca (Natalia).